# Alan Rawsthorne
Alan Rawsthorne (ur. 2 maja 1905 w Haslingden, zm. 24 lipca 1971 w Cambridge) – brytyjski kompozytor.

## Życiorys
Początkowo kształcił się na stomatologa. W latach 1925–1930 studiował w Royal Manchester College of Music u Francka Merricka (fortepian) i Carla Fuchsa (wiolonczela). Od 1930 do 1931 roku przebywał w Berlinie, gdzie był uczniem Egona Petriego. W zakresie kompozycji był autodydaktą. W latach 1932–1934 był wykładowcą Dartington Hall School. Od 1935 roku mieszkał w Londynie, skupiając się na komponowaniu. Dosyć późno odniósł sukces, rozwój jego kariery przypada dopiero na lata po II wojnie światowej.
Komandor Orderu Imperium Brytyjskiego (1961). Doktor honoris causa University of Liverpool, University of Essex i Queen’s University Belfast.

## Twórczość
Jako kompozytor dystansował się od akademickiego stylu nauczania, ulegając wpływom muzycznym Paula Hindemitha i Waltona. W jego utworach widoczna jest skłonność do konstruktywizmu i ekonomii środków, sięgał do tradycyjnych wzorców formalnych. Należy do czołowych angielskich kompozytorów XX wieku, chociaż pomimo swobodnego sięgania w późniejszych utworach po technikę dodekafoniczną dystansował się od nowatorskich trendów obecnych w muzyce współczesnej. Posługiwał się przekształceniami diatonicznych struktur motywicznych, budując mocno schromatyzowaną tkankę harmoniczną, unikał jednak zbytniego zagęszczenia dysonansów.

## Ważniejsze kompozycje
(na podstawie materiałów źródłowych)

### Utwory orkiestrowe
- 3 symfonie (I 1950, II „A Pastoral Symphony” na sopran i orkiestrę 1959, III 1964)
- Symphonic Studies (1938)
- uwertury Street Corner (1944), Cortèges (1945), Hallé (1958), Overture for Farnham (1967)
- Improvisations on a Theme of Constant Lambert (1960)
- Divertimento na orkiestrę kameralną (1962)
- Theme, Variations and Finale (1967)
- Triptych (1969)
- Light Music na orkiestrę smyczkową (1938)
- Koncert na orkiestrę smyczkową (1949)
- Elegiac Rhapsody na orkiestrę smyczkową (1964)
- Koncert na klarnet i orkiestrę smyczkową (1936)
- 2 koncerty fortepianowe (I na orkiestrę smyczkową i perkusję 1939, II 1951)
- Koncert na 2 fortepiany i orkiestrę (1968)
- Koncert na obój i orkiestrę smyczkową (1947)
- 2 koncerty skrzypcowe (I 1948, II 1956)
- Concertante pastorale na flet, róg i orkiestrę smyczkową (1951)
- Koncert na wiolonczelę i orkiestrę (1966)

### Utwory kameralne
- 3 kwartety smyczkowe (I 1939, II 1954, III 1965)
- Sonatina na flet, obój i fortepian (1936)
- Kwartet klarnetowy (1948)
- Koncert na 10 instrumentów (1961)
- Trio fortepianowe (1962)
- Kwintet na obój, klarnet, fagot, róg i fortepian (1963)
- Kwintet fortepianowy (1968)
- Suita na flet, altówkę i harfę (1968)
- Kwartet obojowy (1970)
- Kwintet na klarnet, róg, skrzypce, wiolonczelę i fortepian (1970)
- Concertante na skrzypce i fortepian (1934, 2. wersja 1968)
- Sonata na altówkę i fortepian (1935, 2. wersja 1953)
- Temat z wariacjami na 2 skrzypiec (1937)
- Sonata na wiolonczelę i fortepian (1949)
- Sonata na skrzypce i fortepian (1959)
- Elegy na gitarę (1971)

### Utwory fortepianowe
- Bagatele (1938)
- Sonatina (1949)
- 4 Romantic Pieces (!953)
- Ballade (1967)
- Theme and 4 Studies (1971)

### Utwory chóralne
- Canzonet na sopran i chór a cappella (1953)
- The Oxen na chór a cappella (1965)
- Practical Cats na recytatora i orkiestrę, według Wierszy o kotach T.S. Eliota (1954)
- Medieval Diptych na baryton i orkiestrę (1962)
- Tankas of the Four Seasons na tenora, obój, klarnet, fagot, skrzypce i wiolonczelę (1965)
- Scena rustica na sopran i harfę (1967)
- A Canticle of Man na baryton, chór, flet i orkiestrę smyczkową (1952)
- Lament for a Sparrow na chór i harfę (1962)
- Carmen vitale na sopran, chór i orkiestrę (1963)
- The God in the Cave na chór i orkiestrę (1966)

### Utwory sceniczne
- balet Madame Chrysanthème (1955, wyst. Londyn 1955)